# Уэбб, Марк
Марк Пре́стон Уэбб (англ. Marc Preston Webb, род. 31 августа 1974) — американский кинорежиссёр и режиссёр видеоклипов. Известен своей работой над романтической комедией «500 дней лета», а также работой над двумя фильмами перезапуска франшизы о Человеке-пауке — «Новый Человек-паук» и «Новый Человек-паук: Высокое напряжение».

## Биография
Марк Уэбб родился в Блумингтоне, штат Индиана. Когда ему было 1,5 года, его семья переехала в Мэдисон, штат Висконсин, где он вырос. Окончил школу Madison West High School, а после поступил в колледж Colorado College, Нью-Йоркский университет и после его окончания учился в Университете Висконсина.
Первый полнометражный фильм Уэбба — «500 дней лета» — вышел в 2009 году и был положительно принят критиками и зрителями. До этого Уэбб работал в качестве клипмейкера и снял более сотни видео для десятков популярных артистов. В январе 2010 года Columbia Pictures заключила с Уэббом контракт на съёмку фильма «Новый Человек-паук», который стал перезапуском первой франшизы, режиссёром которой был Сэм Рэйми. Фильм вышел летом 2012 года и главную роль в нём исполнил Эндрю Гарфилд.

## Фильмография
| - 2009 — «500 дней лета» / (500) Days of Summer - 2012 — «Новый Человек-паук» / The Amazing Spider-Man - 2014 — «Новый Человек-паук: Высокое напряжение» / The Amazing Spider-Man 2 - 2017 — «Одарённая» / Gifted - 2017 — «Единственный живой парень в Нью-Йорке» / The Only Living Boy in New York - 2019 — «Общество» / Society - 2025 — «Белоснежка» / Snow White - 2026 — «Пьяница» / Day Drinker - «Lone Star», (эпизод «Pilot», 2010) - «Офис» (эпизод «The Manager and the Salesman», 2010) - «Области тьмы», (эпизоды «Pilot», «Badge! Gun!» 2015) - «Чокнутая бывшая», (эпизод «Josh Just Happens to Live Here!», 2015) |
| 1997 - Blues Traveler — «Canadian Rose» 1999 - Earth to Andy — «Still After You» 2000 - Cold — «Just Got Wicked» - Santana feat. Musiq — «Nothing At All» 2001 - On the Line All Stars feat. Lance Bass — «On the Line» - Anastacia — «Not that Kind of Girl» - 3 Doors Down — «Duck and Run» - Good Charlotte — «Motivation Proclamation» - AFI — «The Days of the Phoenix» - Big Dumb Face — «Duke Lion» - Felix Brothers — «Right Here, Right Now» - Oleander — «Are You There?» - Green Day — «Waiting» - Good Charlotte — «Festival Song» - Professional Murder Music — «Slow» - Stereomud — «Pain» - Godhead — «Eleanor Rigby» - Live feat. Tricky — «Simple Creed» - Pressure 4-5 — «Beat the World» - Tru Vibe — «On The Line» 2002 - Unwritten Law — «Seein' Red» - Counting Crows — «American Girls» - Soil — «Unreal» - Puddle of Mudd — «She Hates Me» - Maroon 5 — «Harder to Breathe» - Hatebreed — «I Will Be Heard» - The Wallflowers — «When You’re On Top» - O-Town — «These are The Days» - Hoobastank — «Remember Me» - Disturbed — «Remember» 2003 - Cold — «Stupid Girl» - P.O.D. — «Sleeping Awake» - AFI — «The Leaving Song Pt. II» - Santana & Alex Band — «Why Don’t You & I» - 3 Doors Down — «Here Without You» - Memento — «Saviour» - Wakefield — «Say You Will» - MxPx — «Everything Sucks» - P.O.D. — «Will You» - Brand New — «Sic Transit Gloria… Glory Fades» 2004 - P.O.D. — «Change the World» - Gavin DeGraw — «I Don’t Want to Be» - Smile Empty Soul — «Silhouettes» - Puddle of Mudd — «Heel Over Head» - Midtown — «Give It Up» - Yellowcard — «Ocean Avenue» - My Chemical Romance — «I’m Not Okay (I Promise)» - Sparta — «Breaking the Broken» - Jesse McCartney — «Beautiful Soul» - Dirty Vegas — «Walk Into the Sun» - Coheed and Cambria — «Blood Red Summer» - Switchfoot — «Dare You to Move» (version 2) - Hoobastank — «Disappear» 2005 - Jimmy Eat World — «Work» - Daniel Powter — «Bad Day» - The Used — «All That I’ve Got» - My Chemical Romance — «Helena» - Snow Patrol — «Chocolate» - Low Millions — «Eleanor» - Trey Songz feat. Twista — «Gotta Make It» - Antigone Rising — «Don’t Look Back» - Hot Hot Heat — «Middle of Nowhere» - Incubus — «Make a Move» - Hilary Duff — «Wake Up» - My Chemical Romance — «The Ghost of You» - Ashlee Simpson — «Boyfriend» - Daniel Powter — «Free Loop (One Night Stand)» - Yellowcard — «Lights and Sounds» - Weezer — «Perfect Situation» 2006 - The All-American Rejects — «Move Along» - Matisyahu — «Youth» - Aly & AJ — «Rush» - Daniel Powter — «Lie to Me» - Yellowcard — «Rough Landing, Holly» - AFI — «Miss Murder» - Ashlee Simpson — «Invisible» - Fergie — «London Bridge» - Regina Spektor — «Fidelity» - Evanescence — «Call Me When You’re Sober» - AFI — «Love Like Winter» - Pussycat Dolls feat. Timbaland — «Wait a Minute» - Barefoot — «Rain» - Teddy Geiger — «These Walls» (Version 2) 2007 - Good Charlotte — «The River» - Relient K — «Must Have Done Something Right» - P. Diddy — «Last Night» - My Chemical Romance — «I Don’t Love You» - My Chemical Romance — «Teenagers» - Evanescence — «Good Enough» - Blaqk Audio — «Stiff Kittens» - Regina Spektor — «Better» - Fergie — «Clumsy» - Miley Cyrus — «Start All Over» 2008 - Maroon 5 — «Goodnight, Goodnight» - Nelly feat. Fergie — «Party People» - The All-American Rejects — «Gives You Hell» 2009 - Green Day — «21 Guns» - She and Him — «Why Do You Let me Stay Here?» (Version 2) - Green Day — «21st Century Breakdown» - Weezer — "(If You’re Wondering If I Want You To) I Want You To 2010 - Green Day — «Last of the American Girls» 2017 - Zayn Malik feat. Sia — «Dusk Till Dawn» |